# Maria Far
Maria Far (nascida em 6 de janeiro de 1998) é uma nadadora panamenha que competiu na prova de 200 metros borboleta feminino nos Jogos Olímpicos de Verão de 2016 no Rio de Janeiro, Brasil.